# Arie Wibowo
Arie Wibowo (1952–2011) là một ca sĩ người Indonesia. Ông được biết đến nhiều nhất trong thập niên 1980 với ngoại hình đặc biệt và ca khúc hit "Madu dan Racun" (tạm dịch: Mật ngọt và Thuốc độc). Ông là thành viên của nhóm nhạc Bill & Brod.

## Tiểu sử
Arie Wibowo sinh ngày 5 tháng 4 năm 1952 tại Salatiga, Jawa Tengah, Indonesia, trong một gia đình Hồi giáo. Sự nghiệp ca hát của ông nổi tiếng trong thập niên 1980, đặc biệt với ca khúc hit "Madu dan Racun". Ca khúc này được ban nhạc Pink Boys và Tokyo Square cover với phần lời và tựa tiếng Anh "Girl you are my love".
Arie Wibowo qua đời vào ngày 14 tháng 4 năm 2011 tại Bệnh viện Dharmais, Tây Jakarta. Ông được chôn cất tại Nghĩa trang công cộng Alkamal (Al-Kamal, Meruya, Tây Jakarta).